# Henri Myntti
Henri Myntti (né le 23 mars 1982 à Kokkola en Finlande) est un joueur de football finlandais, qui évolue en tant qu'attaquant.

## Biographie

### Carrière de club
Myntti commence sa carrière dans le club local de sa ville natale Kokkola du KPV. En mars 2001, il signe chez une jeune équipe prometteuse de Tippeligaen du Tromsø IL. N'arrivant pas à s'imposer dans l'équipe comme titulaire indiscutable dans l'équipe de Tromsø, il est prêté deux fois durant son contrat dans l'équipe. En 2002, il part au FC Hämeenlinna à la mi-saison, marquant ses débuts en Veikkausliiga. En 2003, il joue toute la saison dans un autre effectif de Veikkausliiga, le FF Jaro de Jakobstad. C'est en juillet 2004 que se termine son contrat avec Tromsø.
Après avoir quitté la Norvège, Myntti rentre au pays pour jouer dans son ancien club du KPV en D2 finlandaise (Ykkönen). Après une période de succès au KPV, il s'engage avec le tenant du titre finlandais du Tampere United pour la saison 2007. Il remporte ainsi son premier championnat finlandais avec Tampere ainsi que la coupe de Finlande en 2007.
Après une dernière saison moins éblouissante que la première au club de Tampere United en 2008, l'entraîneur du club Ari Hjelm décide de faire passer Myntti de milieu défensif à attaquant. Il se révèlera rapidement être un des buteurs les plus prolifiques de la Veikkausliiga. Lors de la saison 2008, Myntti remporte le titre de meilleur buteur de Veikkausliiga.
En janvier 2009, il quitte le pays pour tenter sa chance en Allemagne pour évoluer dans le club du Hansa Rostock. Myntti inscrit son premier but pour le club de Rostock le 6 mars 2009 contre le FC St. Pauli. Après quelques problèmes au club, il est libéré de son contrat par consentement mutuel le 11 novembre 2009. Le 22 décembre 2009, il signe un contrat de deux ans avec son ancien club dans lequel il avait connu ses premiers titres, le  Tampere United.

### Carrière internationale
Myntti fut également capé douze fois avec l'équipe de Finlande espoirs des moins de 21 ans, ainsi qu'à d'autres niveaux de jeunes.

### Vie personnelle
Le grand-père de Myntti, Stig-Göran Myntti, fut footballeur et aussi international finlandais dans les années 1940 et 1950. Son père, Kenth Myntti, fut également joueur de football à haut niveau,.

## Palmarès
- Championnat de Finlande (Veikkausliiga) : 2007
- Coupe de Finlande : 2007
- Meilleur buteur de la Veikkausliiga : 2008